# 기로하라역
기로하라역(일본어: 木路原駅)은 일본 시마네현 오치군 가와모토정에 위치한 서일본 여객철도 산코 선의 철도역이다. 단선 승강장 1면 1선의 구조를 갖춘 지상역이었다.

## 이용 현황
| 승차 인원 추이 | 승차 인원 추이 |
| 연도           | 1일 평균       |
| -------------- | -------------- |
| 1999           | 4              |
| 2000           | 3              |
| 2001           | 2              |
| 2002           | 2              |
| 2003           | 1              |
| 2004           | 1              |
| 2005           | 2              |
| 2006           | 2              |
| 2007           | 2              |
| 2008           | 1              |
| 2009           | 1              |
| 2010           | 0              |
| 2011           | 0              |
| 2012           | 2              |
| 2013           | 1              |

## 역 주변
- 고노 강

## 역사
- 1962년 1월 1일 : 산코키타 선의 이와미카와모토 역 - 다케 역 간에 신설 개업.
- 1975년 8월 31일 : 이 역을 포함한 고쓰 역 ~ 미요시 역 간의 전 구간 개통으로 산코키타 선이 현재의 산코 선의 일부가 되면서, 이 역도 산코 선 소속이 됨.
- 1987년 4월 1일 : 일본국유철도 분할 민영화에 의해, 서일본 여객철도가 승계.
- 2018년 4월 1일 : 산코 선의 폐선에 따라 역의 영업 업무 종료.

## 인접 역
| 서일본 여객철도 산코 선  | 서일본 여객철도 산코 선 | 서일본 여객철도 산코 선 |
| ------------------------ | ----------------------- | ----------------------- |
| 이와미카와모토 고쓰 방면 | ■ 산코 선               | 다케 미요시 방면        |